# 預言者生誕祭

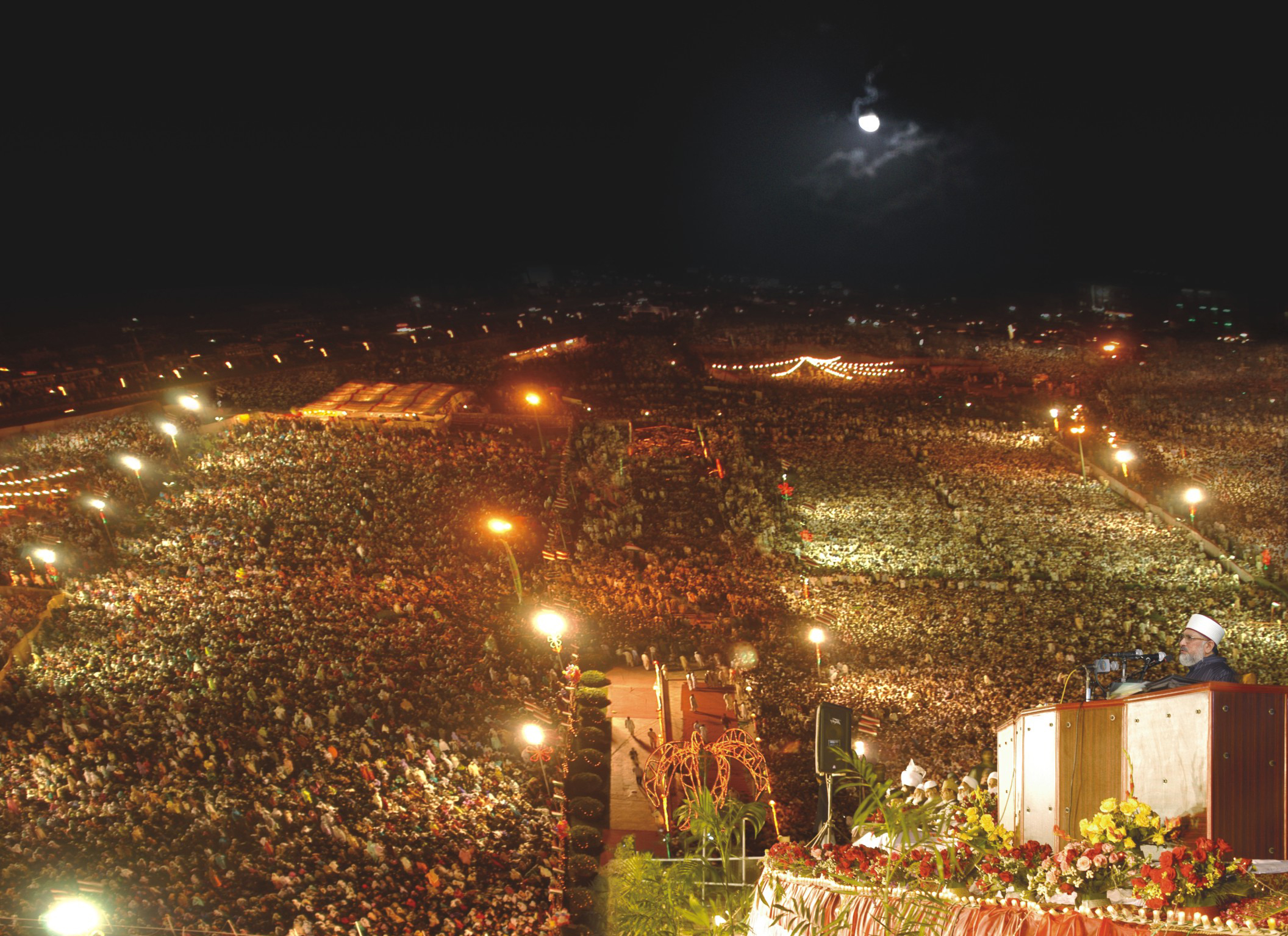
預言者生誕祭 ラホール パキスタン

預言者生誕祭（よげんしゃせいたんさい、アラビア語: مولد النبي, ラテン文字転写: mawlid al-nabī マウリド・アン＝ナビー）は、預言者ムハンマドのヒジュラ暦による誕生日に行われるイスラム教の祭礼。スンナ派の多くはラビー・アル＝アウワル月（第3月）12日を、シーア派の多くは同17日を預言者生誕の日としている。祝う対象がイスラム教の開祖ムハンマドであるために、イスラム世界において広くみられる聖者生誕祭（マウリド）のうちでも、特に盛大かつ広い地域で行われる。

## 概要
犠牲祭のようにイスラム教にもともと存在する祭礼ではなく、ファーティマ朝期のエジプトで宮廷の祭礼として始められたものを起源とすると言われる。シーア派（イスマーイール派）ファーティマ朝に代わってエジプトを支配してスンナ派を復興したアイユーブ朝の時代に、エジプトで活動するスーフィー教団（神秘主義教団）の儀礼に組み込まれ、王侯から一般庶民まであまねくムスリム（イスラム教徒）が参加する大祭礼へと変貌した。
預言者生誕祭はエジプトから神秘主義教団のネットワークに乗ってイスラム世界の各地に広がり、現代ではムハンマドの生誕日はイスラム世界の各地で行われ、多くのイスラム教国で祝日となっているが、もっとも有名なものは起源であるエジプトにおける預言者生誕祭である。生誕祭当より前からスーフィー教団は様々な儀礼を行って預言者を称え、祭りへの準備を行う。町々、村々、大都市のモスク前には市場、屋台、芝居小屋が立ち、砂糖菓子でできた花嫁や馬、ラクダの人形が贈答されたり、預言者を称える詩の朗読やスーフィーによるズィクル（唱名）などが行われる。生誕祭の前日から当日の夜にかけてはそれぞれのスーフィー教団が教団員で大行列を組み、ムハンマドとアッラーフを称えながら行進し、祭りが終わると人々は飾られていた砂糖菓子の人形を食べる。
一方で、預言者生誕祭の開催やその祭礼の内容がクルアーン（コーラン）にもハディースにも依拠しない新しいもので、また非イスラム的な起源をもつと思われるような要素を多く含むことから、預言者生誕祭を反イスラム行為と見る厳格論もワッハーブ派などに存在する。
2023年、スーダンでの預言者ムハンマドの誕生日の行列と祝いはユネスコの無形文化遺産に登録された。

## グレゴリオ暦での月日
ヒジュラ暦の1年は354日でグレゴリオ暦と1年に約11日の差が発生するため、グレゴリオ暦で見ると預言者生誕祭は毎年違う日に行われるので注意が必要である。以下は預言者生誕祭（ラビー・アル＝アウワル月12日）のグレゴリオ暦での日付である。シーア派ではこの5日後となる。
| ヒジュラ暦 | グレゴリオ暦 | グレゴリオ暦 |
| ---------- | ------------ | ------------ |
| 1420年     | 1999年       | 6月26日      |
| 1421年     | 2000年       | 6月15日      |
| 1422年     | 2001年       | 6月4日       |
| 1423年     | 2002年       | 5月24日      |
| 1424年     | 2003年       | 5月14日      |
| 1425年     | 2004年       | 5月2日       |
| 1426年     | 2005年       | 4月21日      |
| 1427年     | 2006年       | 4月11日      |
| 1428年     | 2007年       | 3月31日      |
| 1429年     | 2008年       | 3月20日      |
| 1430年     | 2009年       | 3月9日       |
| 1431年     | 2010年       | 2月26日      |
| 1432年     | 2011年       | 2月15日      |
| 1433年     | 2012年       | 2月4日       |
| 1434年     | 2013年       | 1月24日      |
| 1435年     | 2014年       | 1月14日      |
| 1436年     | 2015年       | 1月3日       |
| 1437年     | 2015年       | 12月24日     |
| 1438年     | 2016年       | 12月12日     |
| 1439年     | 2017年       | 12月1日      |
| 1440年     | 2018年       | 11月21日     |
| 1441年     | 2019年       | 11月10日     |
| 1442年     | 2020年       | 10月29日     |
| 1443年     | 2021年       | 10月19日     |
| 1444年     | 2022年       | 10月8日      |
| 1445年     | 2023年       | 9月23日      |